# Antonin Artaud, ce désespéré qui vous parle
Antonin Artaud, ce désespéré qui vous parle est un essai de Paule Thévenin paru le 3 février 1993 aux éditions du Seuil et ayant reçu la même année le prix France Culture.

## Résumé
Cet essai présente la vie et l'œuvre d'Antonin Artaud.

## Éditions
- Antonin Artaud, ce désespéré qui vous parle, éditions du Seuil, 1993  (ISBN 2020128454)